# Arcata
Arcata é uma cidade localizada no estado americano da Califórnia, no Condado de Humboldt. Foi incorporada em 2 de fevereiro de 1858.

## Geografia
De acordo com o United States Census Bureau, a cidade tem uma área de 28,5 km², onde 23,6 km² estão cobertos por terra e 4,9 km² por água.

### Localidades na vizinhança
O diagrama seguinte representa as localidades num raio de 16 km ao redor de Arcata. 

## Demografia

### Censo 2010
Segundo o censo nacional de 2010, a sua população é de 17 231 habitantes e sua densidade populacional é de 731,09 hab/km². Possui 7 722 residências, que resulta em uma densidade de 327,64 residências/km².

### Censo 2000
De acordo com o censo nacional de 2000, a densidade populacional era de 699,6/km² (1812,1/mi²) entre os 16.651 habitantes, distribuídos da seguinte forma:
- 84,51% caucasianos
- 1,56% afro-americanos
- 2,65% nativo americanos
- 2,27% asiáticos
- 0,20% nativos de ilhas do Pacífico
- 3,49% outros
- 5,31% mestiços
- 7,22% latinos

Existiam 2813 famílias na cidade, e a quantidade média de pessoas por residência era de 2,16 pessoas.

## Lista de marcos
A relação a seguir lista as entradas do Registro Nacional de Lugares Históricos em Arcata.
- Hotel Arcata
- Jacoby Building
- John G. Chapman House
- Phillips House
- Pythian Castle
- Schorlig House
- Stone House
- Whaley House